# Korgõssaarõ
Korgõssaarõ – wieś w Estonii, w prowincji Võru, w graniczącej z Łotwą gminie Rõuge Parish (w 2017 wydzielonej z gminy Misso).